# Chevrolet Step Van
Chevrolet Step Van и GMC Value Van — мультистопы, выпускавшиеся с 1940 по 1998 год (с перерывом с 1942 по 1946 год) подразделением Chevrolet компании General Motors.

## Описание
У автомобилей Chevrolet Step Van прямоугольный силуэт, плоский передний край и большое лобовое стекло для хорошей видимости. Грузовой отсек акцентирован на максимальный объём груза, а материалы ориентированы на потребности бизнеса.
Конфигурация кузова характерна раздвижной боковой дверью и задними ступеньками. Автомобили Chevrolet Step Van неоднократно использовались для доставки, в том числе в качестве грузовиков для продуктов питания и коммунальных служб.
Производство автомобилей Chevrolet Step Van прекратилось в 1998 году, когда корпорация General Motors продала свой завод в Юнион-Сити.

## Chevrolet Dubl Duty
Chevrolet Dubl Duty дебютировал в 1940 году. Его кузов изготовлен фирмой Divco Twin. В 1941 году автомобиль прошёл рестайлинг.
Автомобиль оснащался шестицилиндровым двигателем Thriftmaster объёмом 3,5 л (216,5 кубических дюймов) с однокамерным карбюратором Carter.
В 1949 году дебютировало новое поколение Dubl Duty. Модификации:
- 3742 (с колёсной базой 3181 мм)
- 3942 (с колёсной базой 3480 мм)

С 1951 года автомобили Chevrolet Dubl Duty оснащались двигателем Loadmaster объёмом 3,9 л (235,5 кубических дюймов). В 1955 году производство Chevrolet Dubl Duty завершилось.

## Последующие поколения
- Step Van (1955—1967)
  - Кодовые обозначения:
    - P2545
    - P2645
    - P3545
    - P3645

  - Модельный ряд:
    - 3442 (с колёсной базой 2642 мм)
    - 3542 (с колёсной базой 3175 мм)
    - 3742 (с колёсной базой 3480 мм)
- Step-Van 7 (1961—1981)
- Step-Van King (1964—1998)
  - Кодовые обозначения:
    - P2535
    - P3535

## Двигатели

### Step Van
- Loadmaster (с 1956 года — Thriftmaster Special) I6. Объём: 3,9 л (235,5 кубических дюймов) (1955—1962).
- Trademaster V8. Объём: 4,3 л (265 кубических дюймов) (1956—1957; опционально).
- High Torque 230 I6. Объём: 3,8 л (230 кубических дюймов) (1962—1966).
- High Torque 292 I6. Объём: 4,8 л (292 кубических дюйма) (1964—1967; опционально).
- High Torque 250 I6. Объём: 4,1 л (250 кубических дюймов) (1966—1967).
- Detroit Diesel 3-53N I3. Объём: 2,6 л (159 кубических дюймов), мощность 61 кВт (82 л. с.) при 2500 об/мин, крутящий момент 262 Н·м при 1500 об/мин (1967).

## Галерея

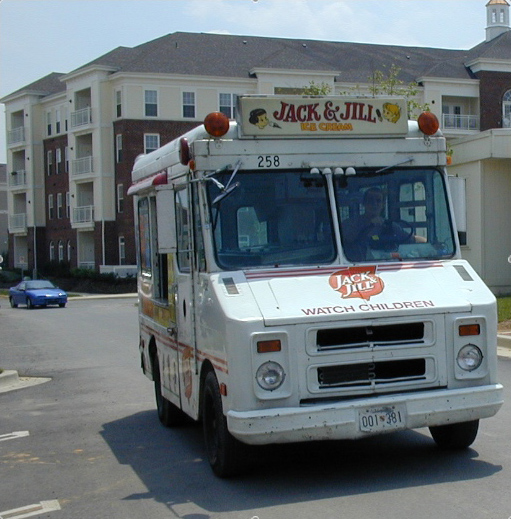
Chevrolet Step Van
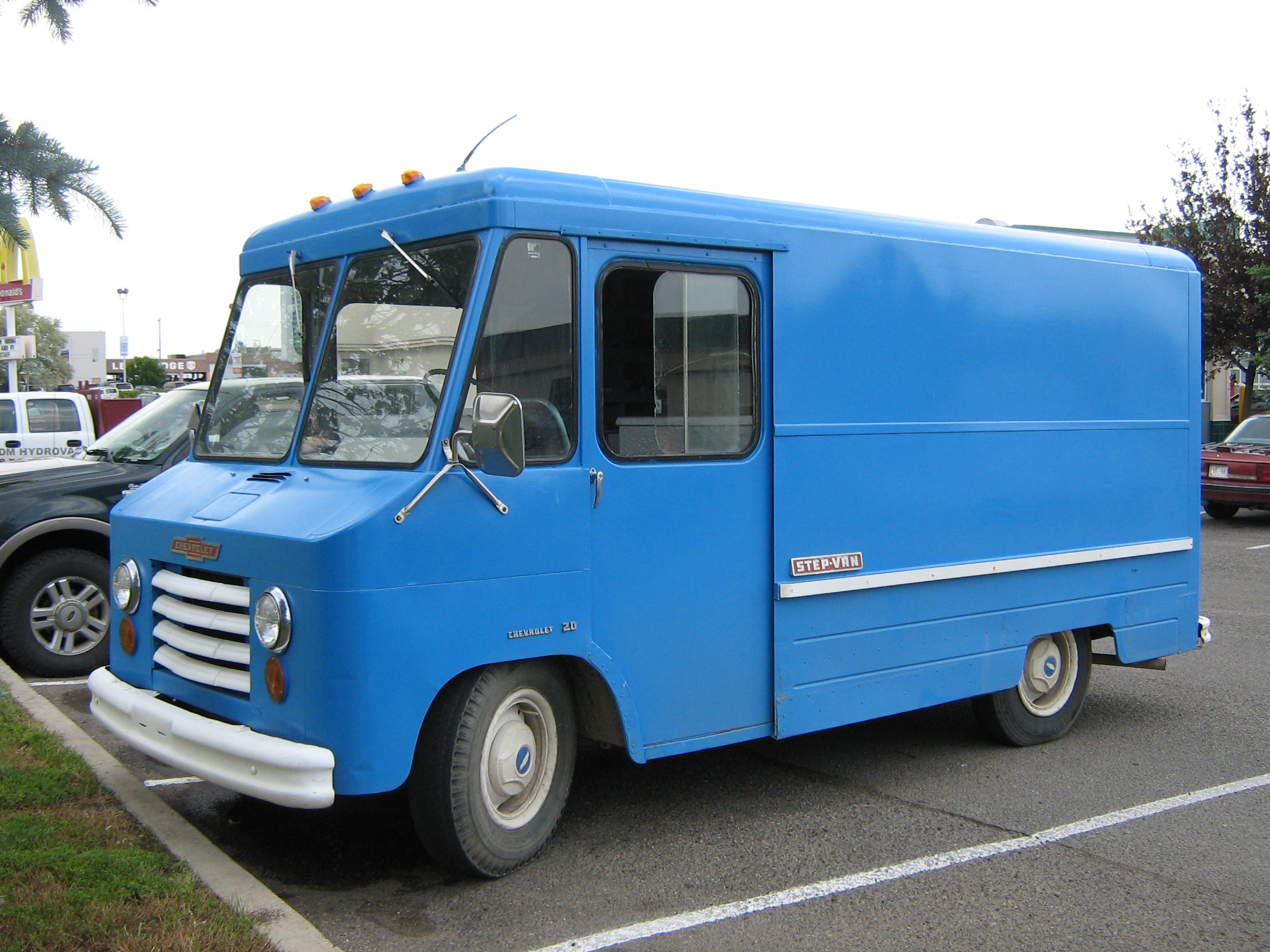
Chevrolet 20 Step Van
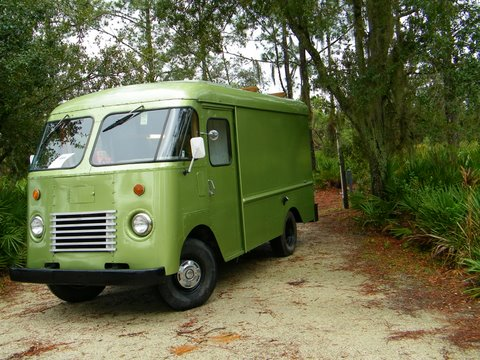
Chevrolet Dubl-Duti с кузовом Olsen
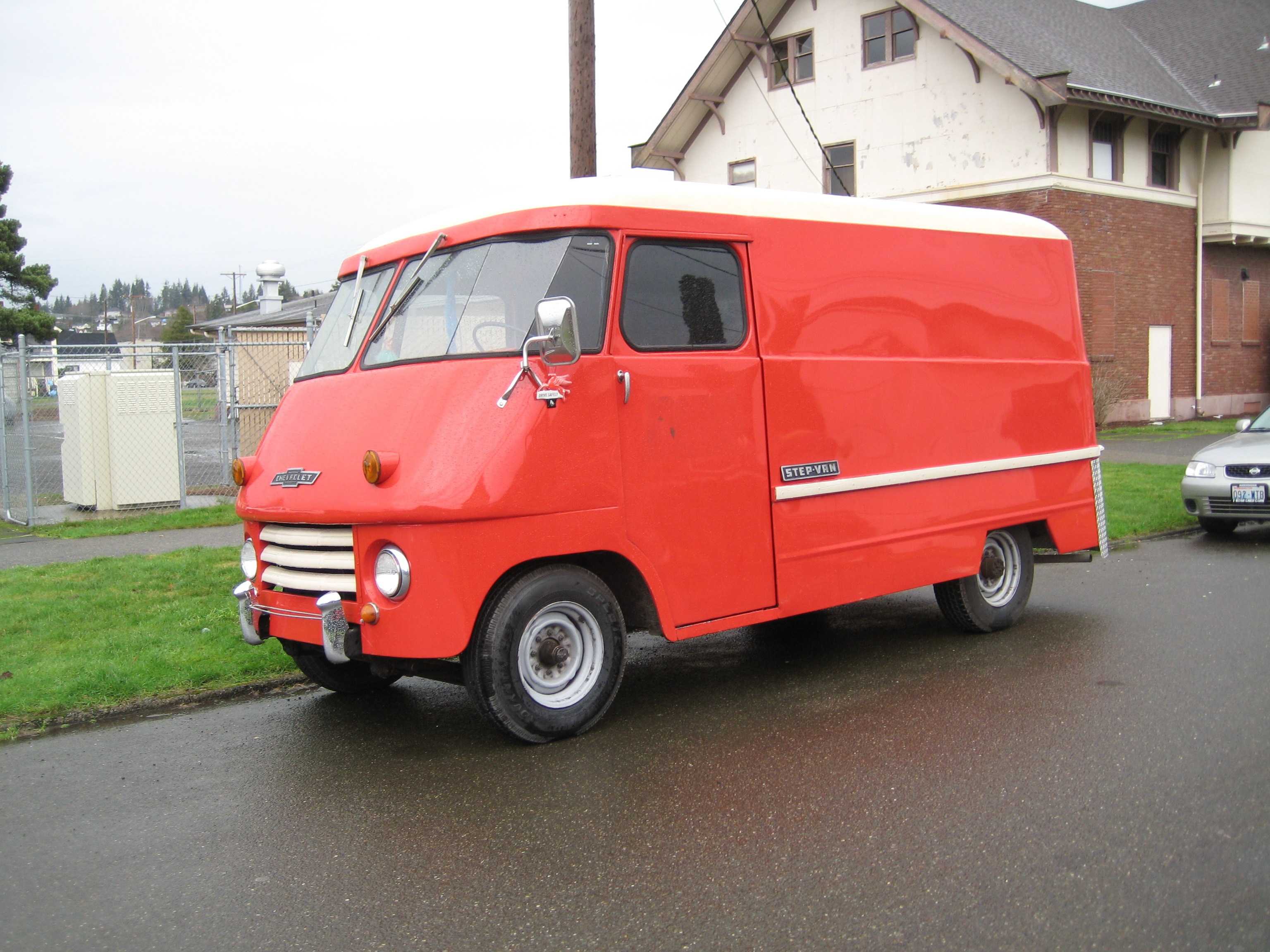
Chevrolet Step Van, выпускавшийся с 1960 по 1967 год
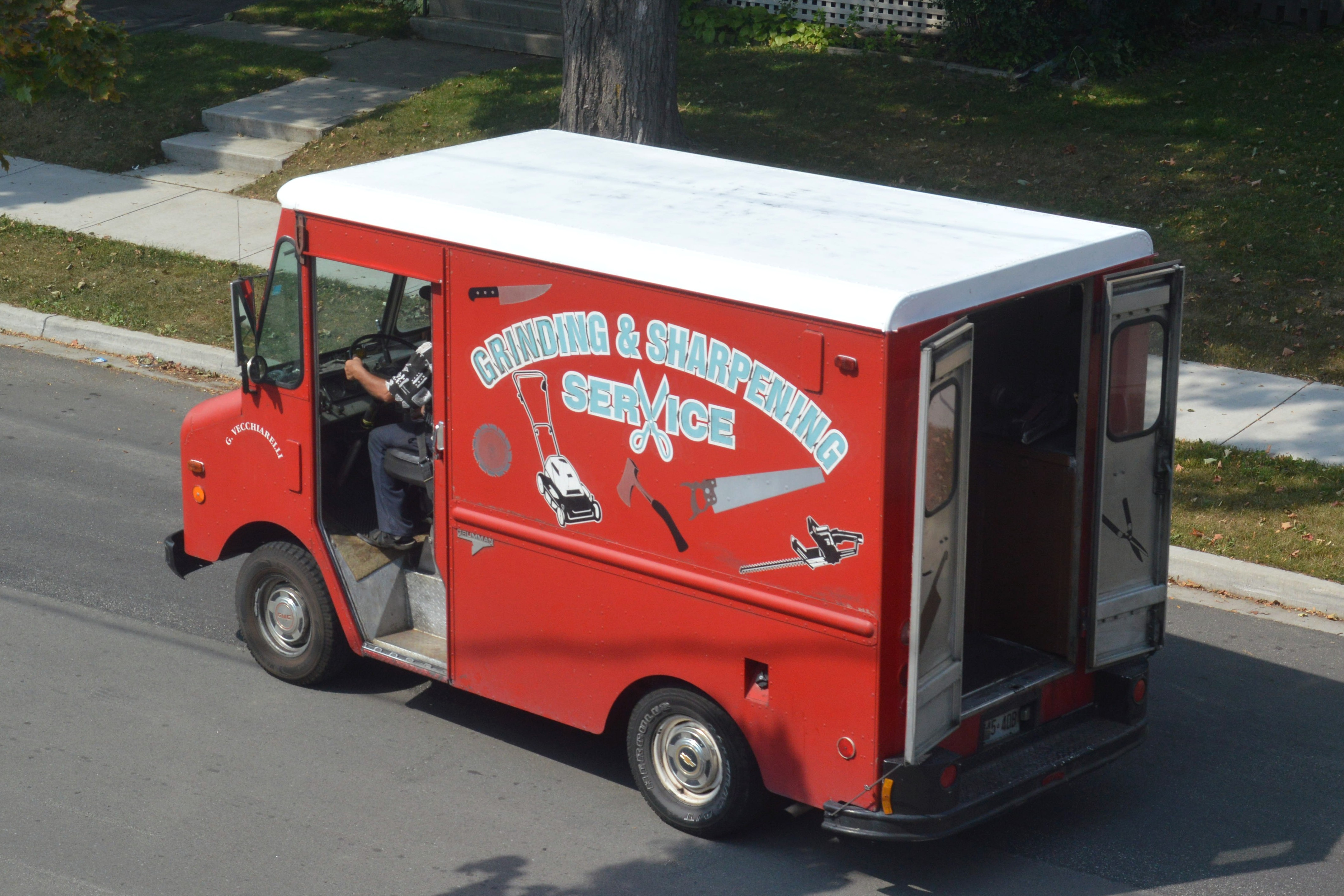
Chevrolet Step Van в Китченере, провинция Онтарио
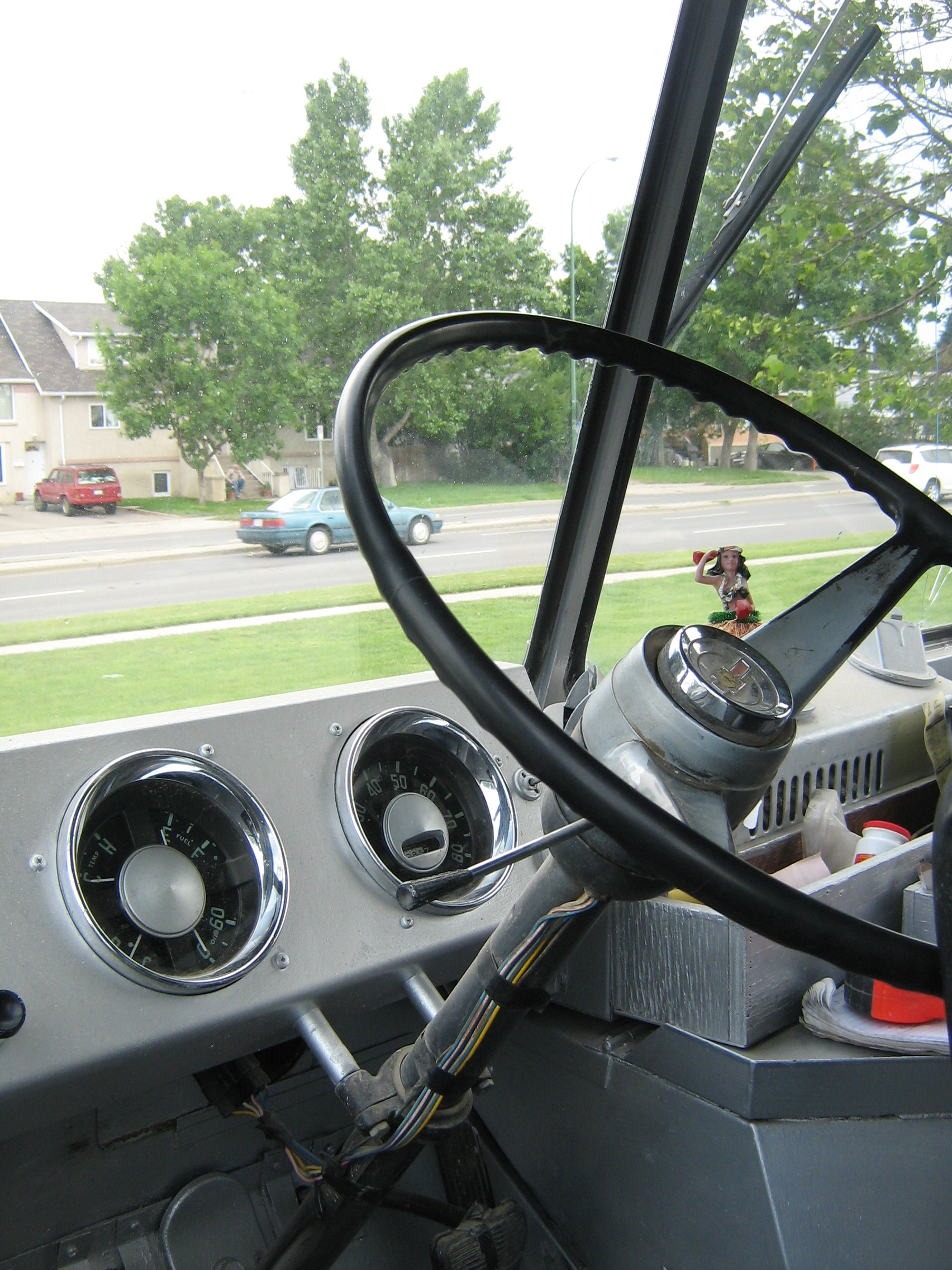
Интерьер Chevrolet Step Van
Chevrolet Step Van
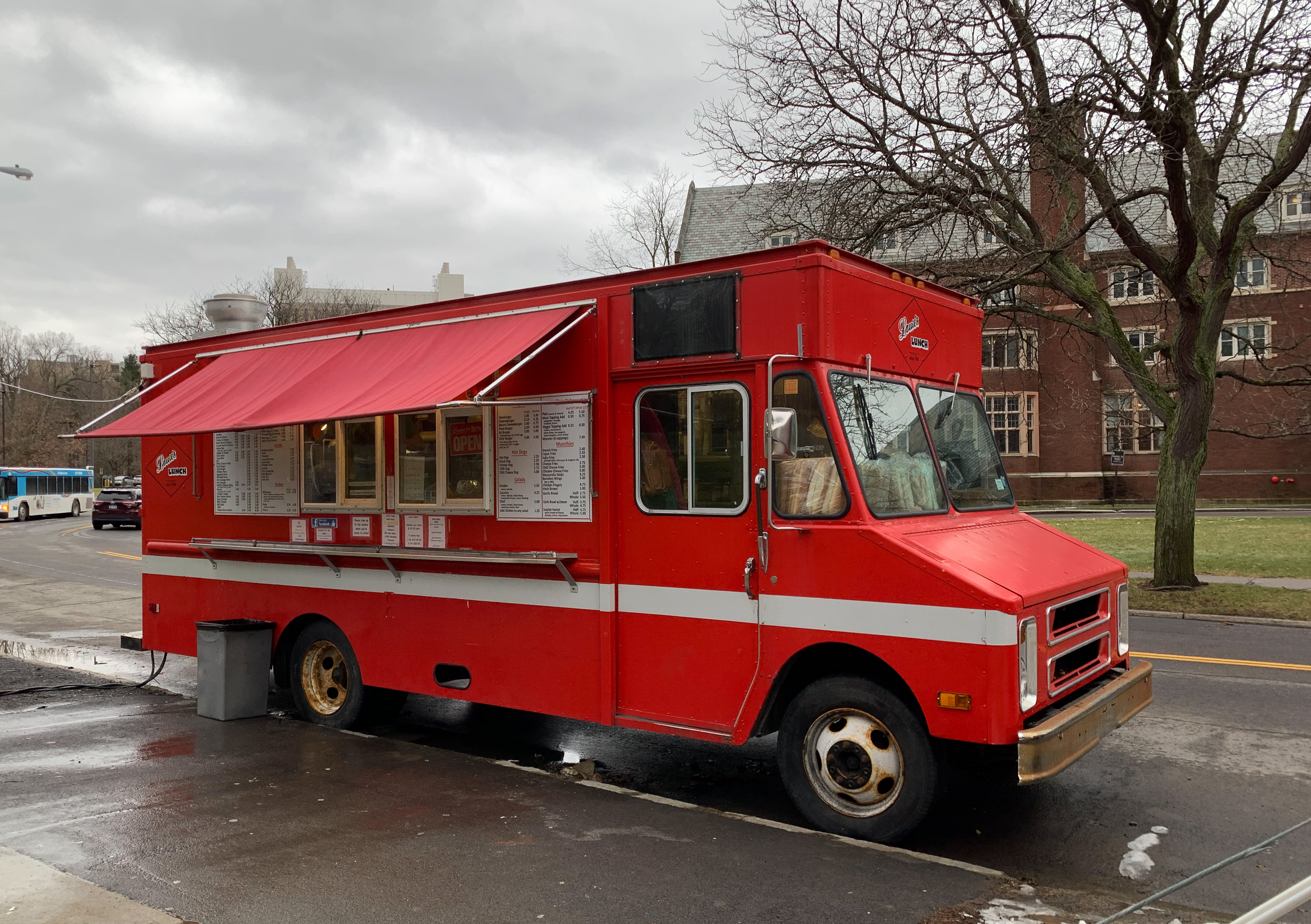
Chevrolet Step Van
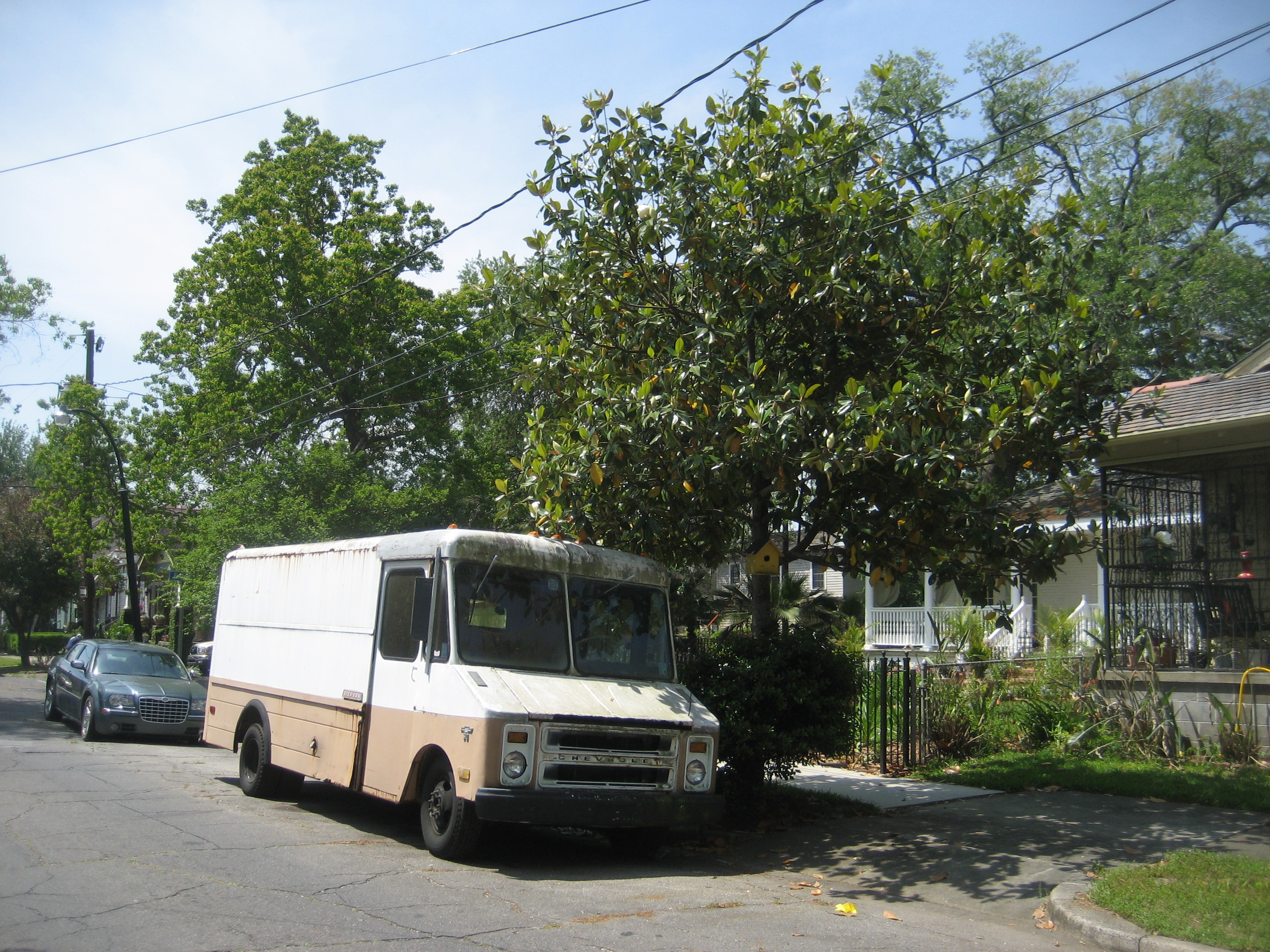
Chevrolet Step Van
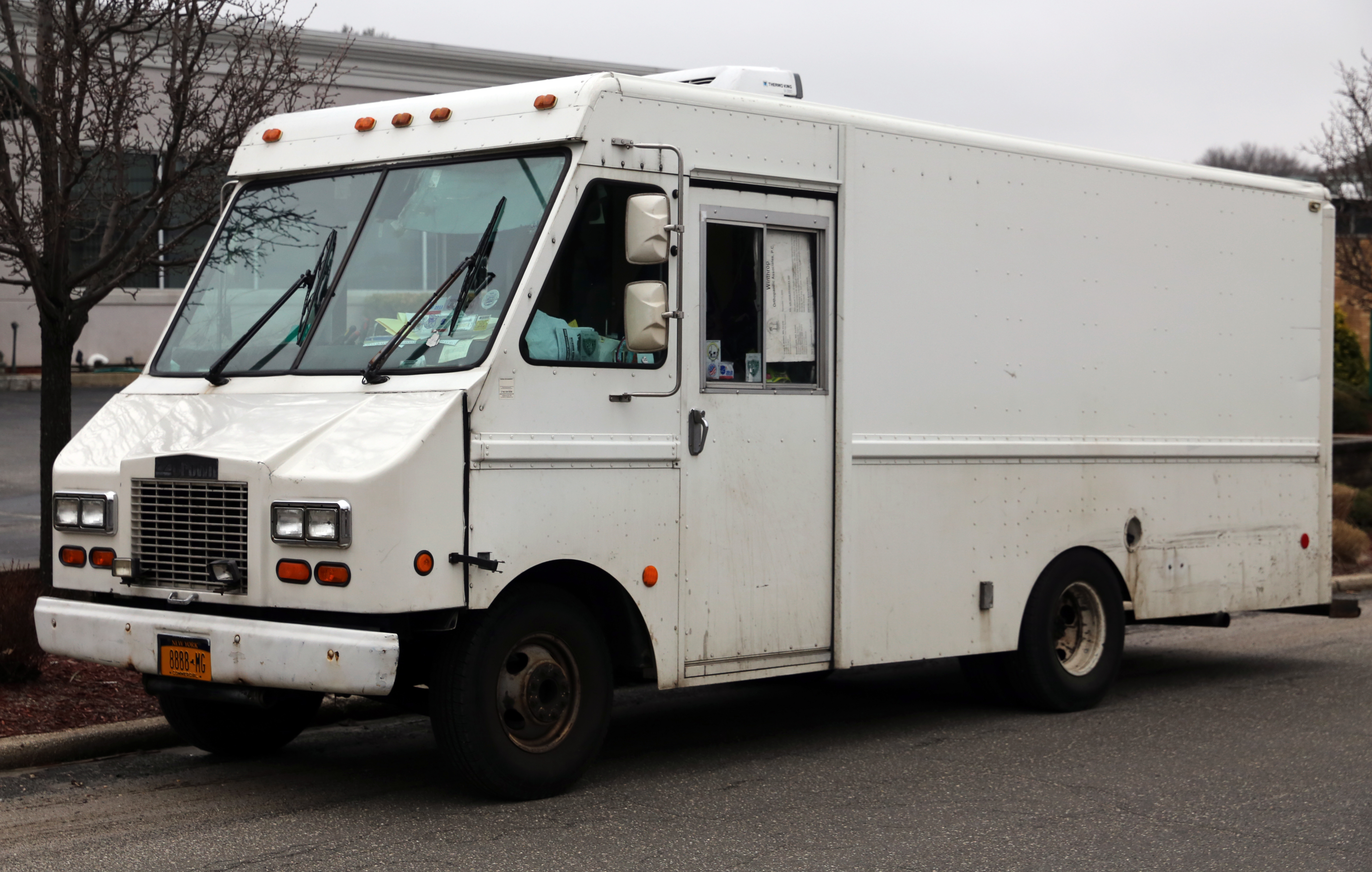
Chevrolet P30 Step Van